# Acetat de glatiramer
L'acetat de glatiramer és un medicament que pertany a la família dels inmunomoduladors i s'usa en el tractament de l'esclerosi múltiple. Va ser inventat per Ruth Arnon. La seva fórmula química és C25H45N₅O13.
El seu ús va ser aprovat per la FDA dels Estats Units per reduir la freqüència de les recaigudes en els pacients d'esclerosi múltiple que hagin presentat almenys dos episodis de reagudització de la malaltia en els últims 2 anys. S'administra per via subcutània a una dosi de 20 mg una vegada al dia. Es ven amb el nom comercial de Copaxone. Encara que sembla disminuir el nombre de recaigudes, el fàrmac no ha demostrat eficàcia a retardar l'evolució de la discapacitat que s'associa a la malaltia.
L'acetat de glatiramero és un pèptid sintètic creat mitjançant la polimerització dels aminoàcids glutamat, alanina, lisina i tirosina, formant una estructura química molt semblant a la proteïna bàsica que forma la mielina del sistema nerviós. El pes molecular mitjà de la molècula és 6.4 kD.